# Carl Cederström
Carl Gustaf Alexander Cederström, né le 5 mars 1867  à Södertäljei, en Suède, et mort le 29 juin 1918 dans le golfe de Botnie, est un baron suédois, pionnier de l’aviation. Il est connu sous le surnom de « Baron volant ».

## Biographie
Carl Cederström est le fils d'Anders Cederström et de Maria Wennerström, la fille de Carl Wennerstrom.
Il souhaitait être un acteur, mais son père l’envoie à l’école d’agriculture de Alnarp, d’où il sort diplômé en 1890. Il part alors aux Etats-Unis, où il est tour à tour négociant en bétail, cowboy et prestidigitateur. Il retourne en Suède à la fin des années 1890 et s’installe à la ferme de Brunn à Ingarö, une propriété de son père. Il épouse en 1900 l'écrivaine Marika Stiernstedt, avec qui il a une fille, Lena Cederström ; le mariage est rompu en 1906. Lassé de l’agriculture, Cederström lance en 1907 à  Stockholm la première compagnie suédoise d’automobiles, où il loue des voitures de luxe. En 1909, il épouse l'artiste Minna Poppius, avec qui il a une deuxième fille, Ulla-Metta Cecilia (Mascha) Cederström.
À cette époque, il commence à s’intéresser à l’aviation, au point d’aller à Paris au printemps 1910 pour y apprendre à piloter à l’école de vol de Blériot Aéronautique, devenant ainsi le 74e pilote du monde et le premier aviateur suédois. Il participe à des compétitions aériennes et exécute des vols de démonstration devant un large public au Ladugårdsgärdet, à Stockholm. En 1911, il fonde Skandinaviska Aviatik et lance deux ans plus tard une école de pilotage pour des recrues de l'armée à Malmen, près de Linköping, avec deux avions, une voiture et un mécanicien, tous d’origine française. À la fin de 1916, il fonde Nordiska Aviatik qui, avec un personnel d’une trentaine de personnes, construit des avions pour l’État. Il est alors une figure publique (les journaux décrivent en détail la fête anniversaire de ses 50 ans, le 5 mars 1917) et participe, avec ses amis Albert Engström, Bruno Liljefors et Anders Zorn, à des chasses aux oiseaux de mer sur l’île Bullerön, dans l’archipel de Stockholm, que Liljefors a acquise.
Cederström meurt le 29 juin 1918 dans le golfe de Botnie près de l’archipel d’Åland, alors qu’il accompagnait un des anciens élèves, Carl Gustaf Krokstedt, pour une livraison aérienne de Furusund vers la Finlande. Il est enterré au cimetière de Ingarö auprès de sa seconde épouse, Minna Cederström.

## Centenaire
En août 2010, à l’occasion du centenaire de Carl Cederström en tant que premier aviateur suédois, un Blériot XI s'est envolé des collections du Musée national pour les sciences et la technologie de Stockholm  vers Ladugårdgärdet. L’avion était du même modèle que le premier avion de Cederstrom et a été remis à neuf pour l’aviateur et collectionneur de modèles anciens d’avions Mikael Carlson.

## Galerie

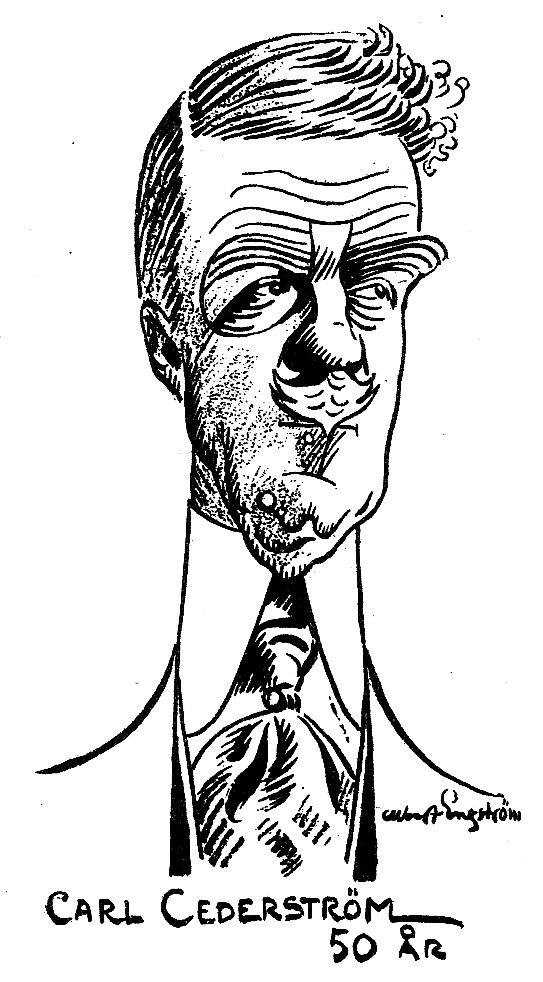
Carl Cederström à 50 ans, par Albert Engström.
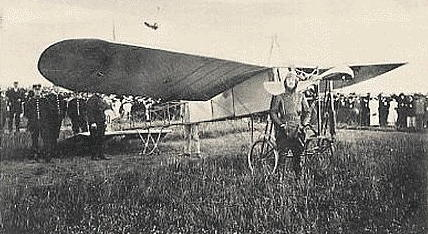
Carl Cederström, 1911.
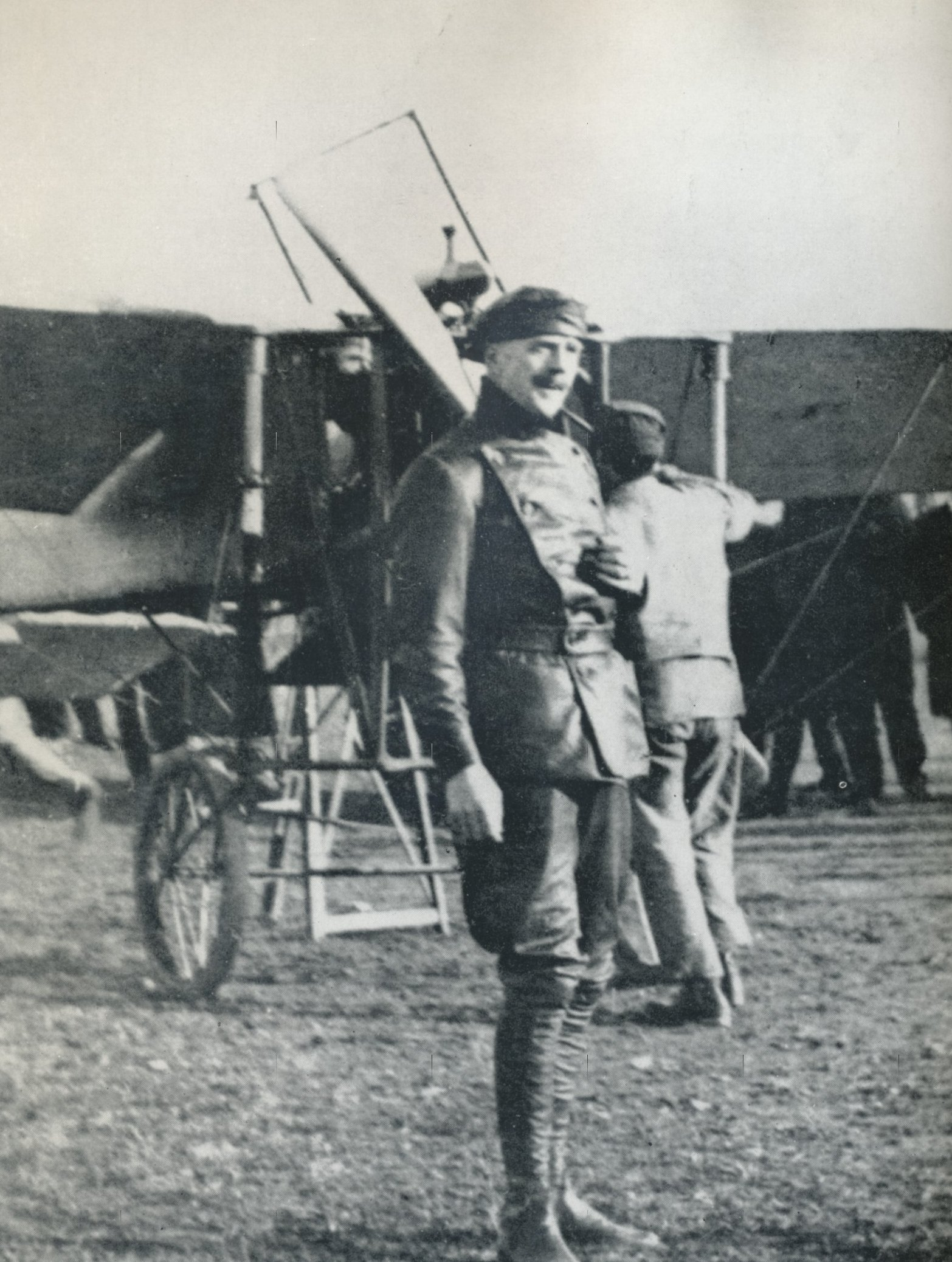
Premier vol en Norvège : Cederström à Christiania, 1910.
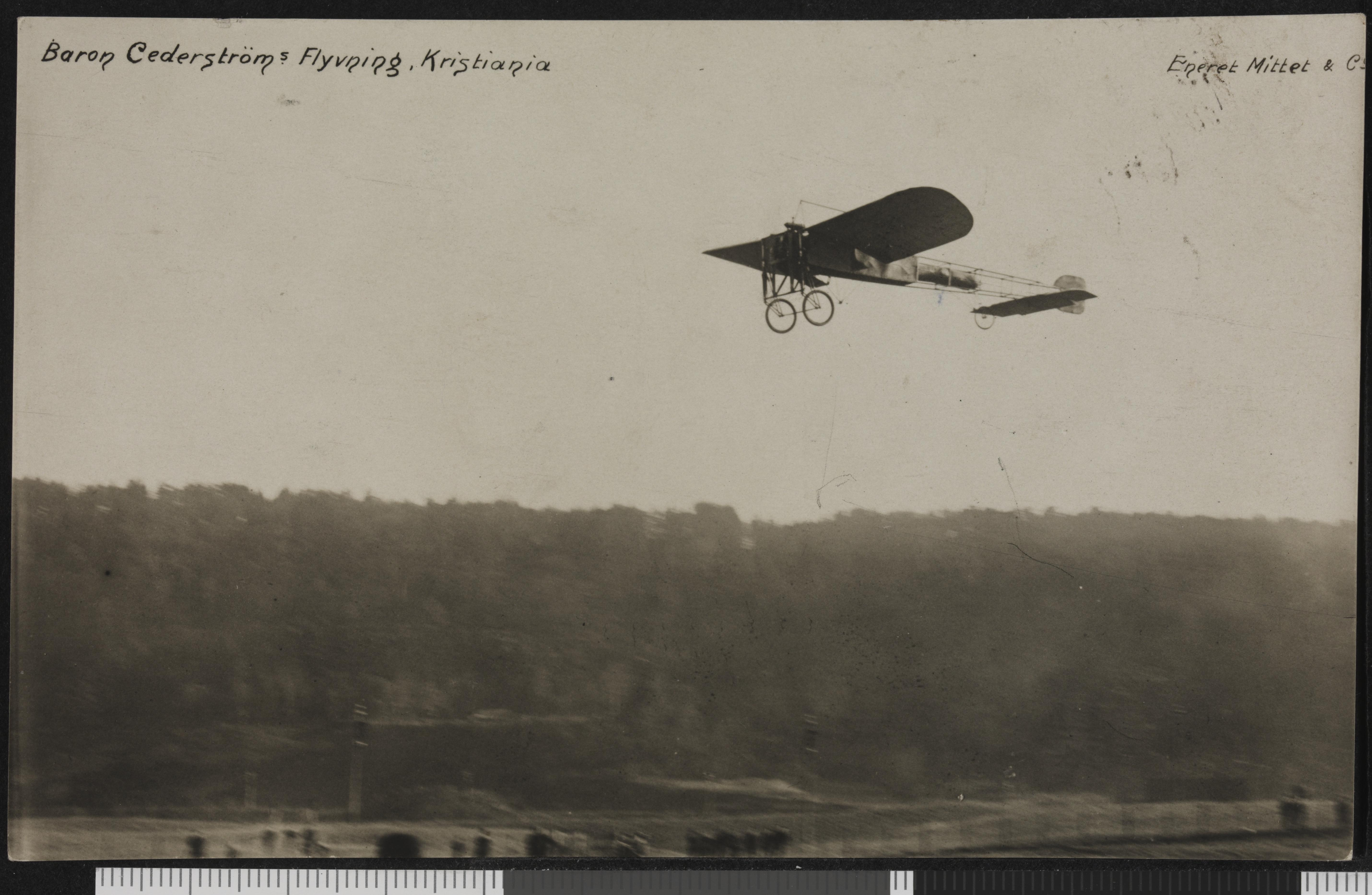
Premier voyage en avion de Cederström le 14 octobre 1910.
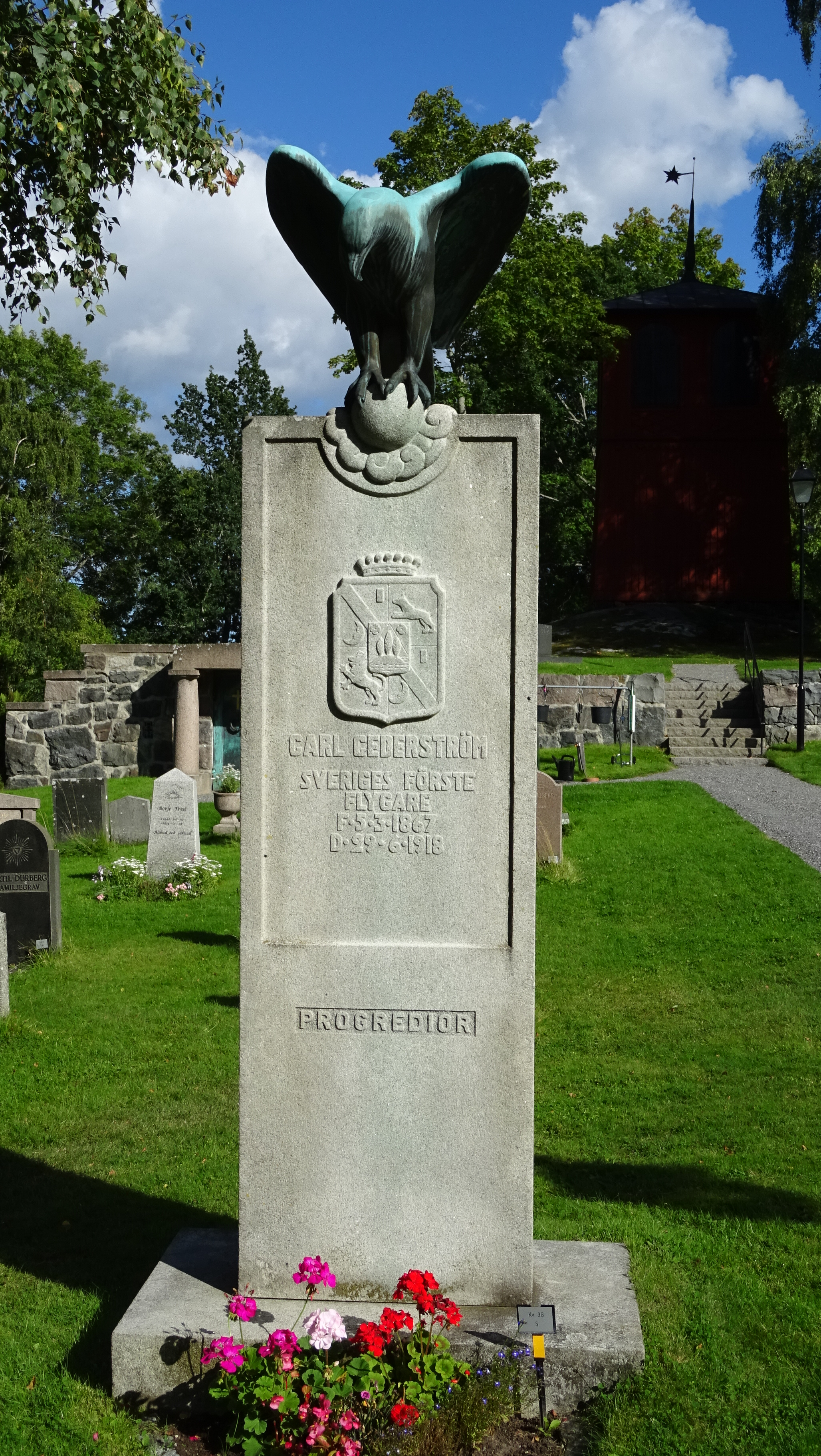
Tombe de Carl et Minna Cederström au cimetière d’Ingarö.